# Metodă Czochralski
Metoda Czochralski, numită, de asemenea, tehnica Czochralski sau procesul Czochralski, este o metodă de creștere a cristalelor folosită pentru a obține monocristale de materiale semiconductoare (de exemplu siliciu, germaniu și arseniură de galiu), sau alte metale (de exemplu paladiu, platină, argint, aur), săruri și pietre prețioase sintetice. Metoda poartă numele omului de știință polonez Jan Czochralski, care a inventat metoda în 1915 în timp ce investiga vitezele de cristalizare a metalelor. 
El a făcut această descoperire întâmplător, în loc să-și înmoaie stiloul într-o călimară, a scufundat penița în staniu topit și a desenat un filament de staniu, care mai târziu s-a dovedit a fi un singur cristal.

## Aplicații
Cea mai importantă aplicație poate fi creșterea lingurilor cilindrice mari, (sau sub denumirea din limba engleză- boule-lingouri de cristal dintr.o singură bucată), de siliciu monocristal utilizat în industria electronică pentru a face dispozitive semiconductoare precum circuitele integrate. Alți semiconductori, cum ar fi arseniura de galiu, pot fi, de asemenea, obținute prin această metodă, deși, în acest caz, la o densitate mai mică de defecte acestea pot fi obținute folosind variante ale metodei Bridgman–Stockbarger. Metoda nu se limitează la producerea de metale sau cristale metaloide. De exemplu, este folosit pentru fabricarea de cristale de săruri de foarte înaltă puritate, inclusiv materiale cu o compoziție izotopică controlată, pentru utilizare în experimente de fizica particulelor, unde este necesar un control foarte strict (se fac măsurători în raport de o parte la un miliard) asupra ionilor metalici și a apei absorbită în timpul proceselor de fabricație.
Siliciul monocristalin crescut prin „metoda Czochralski” este adesea denumit „siliciu Czochralski monocristalin” (Cz-Si). Este un materialul de bază în producția de circuite integrate utilizate în calculatoare, televizoare, telefoane mobile și toate tipurile de echipamente electronice și alte dispozitive semiconductoare.
 
Siliciul monocristalin este, de asemenea, folosit în cantități mari de industria fotovoltaică pentru producerea de celule solare. Structura cristalină aproape perfectă pentru siliciu oferă cea mai mare eficiență metodă de conversie a luminii în electricitate .

## Detalii tehnologice pentru obținerea de siliciu în baza metodei Czochralski

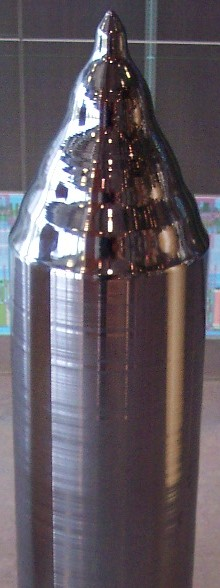
Cristal de siliciu realizat prin metoda Czochralski

Siliciul de înaltă puritate, de calitata necesară utilizării pentru a fabrica semiconductoare (care are doar câteva părți per milion de impurități), este topit într-un creuzet la 1425 °C, de obicei creuzetul este făcut din cuarț. Atomii de impurități dopanți, cum ar fi atomii de bor sau de fosfor pot fi adăugați la siliciul topit în cantități precise pentru a dopa siliciul, transformându-l astfel în p-tip sau n-tip, cu proprietăți electronice diferite. Un cristal cu puritate mare și structură cristalină aproape perfectă este scufundat în siliciul topit. Tija ce conține cristalul este trasă încet în sus și rotită simultan. Prin controlul precis al gradienților de temperatură, al vitezei de tragere și al vitezei de rotație, este posibil să se extragă din topitură un lingou mare, monocristal, cilindric. Apariția instabilităților nedorite în topitură poate fi evitată prin controlarea și vizualizarea câmpurilor de temperatură și viteză în timpul procesului de creștere a cristalului.
Acest proces este efectuat în mod normal într-o atmosferă de gaz inert, cum ar fi argonul, într-un recipient fabricat dintr-un material care să reziste la temperaturi înalte și nu interacționează cu siliciul, cum ar fi cuarțul.

## Dimensiunile cristalelor

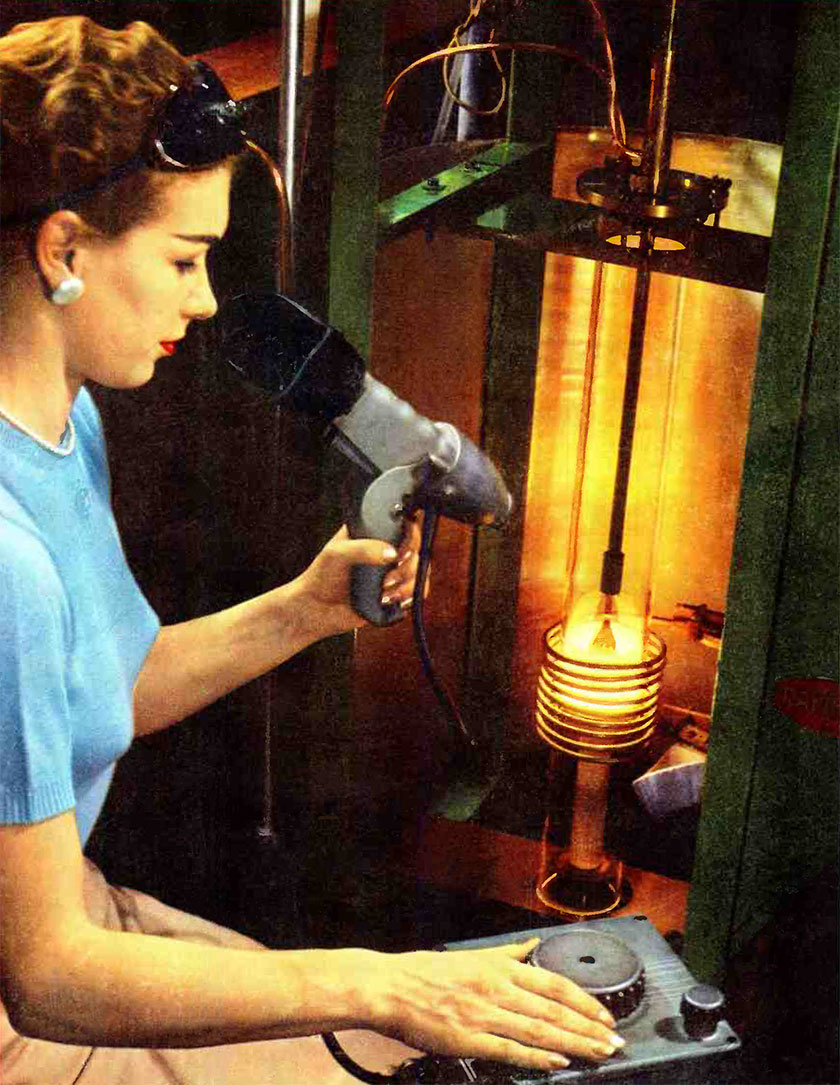
Cristal de siliciu crescut prin metoda Czochralski la Raytheon, 1956. În fotografie este vizibilă bobina de încălzire prin inducție, iar capătul cristalului tocmai iese din topire. Tehnicianul măsoară temperatura cu un pirometru optic. Cristalele produse cu acest aparat, în anul 1956, aveau doar un diametru de câţiva centimetri.

Datorită eficienței la o producție pe scară largă, industria semiconductoarelor folosește adesea wafer-uri cu dimensiuni standardizate sau specificații comune wafer. La început, lingourile erau mici,cu un diametru de câțiva cm. Cum tehnologia a avansat, producătorii de dispozitive de ultimă generație folosesc astăzi wafere cu diametrul de 200 mm și 300 mm. Lățimea este controlată prin controlul precis al temperaturii, vitezei de rotație și vitezei la care suportul pentru cristalul de referință este retras. Lingourile de cristal din care sunt tăiate apoi waferele pot avea o lungime de până la 2 metri, cântărind câteva sute de kilograme. Waferele mai mari permit creșterea eficienței de fabricație, deoarece pe aceeași suprafață pot fi fabricate mai multe cipuri pe fiecare wafer, cu pierderi relative mai mici de material, astfel încât periodic a existat un impuls constant pentru a crește dimensiunile plăcilor de siliciu. Următorul pas, la o dimensiune de 450 mm,a fost programat să fie introdus încă din 2018. 
Placile de siliciu au de obicei o grosime de aproximativ 0,2–0,75 mm și pot fi lustruite până la o planeitate mare pentru a face circuit integrate sau texturate pentru a face celule solare. Procesul începe atunci când camera este încălzită la aproximativ 1500 de grade Celsius, topind siliciul. Când siliciul este complet topit, un mic cristal de semințe montat la capătul unui arbore rotativ este coborât încet până când se scufundă chiar sub suprafața siliciului topit. Arborele se rotește în sens invers acelor de ceasornic, iar creuzetul se rotește în sensul acelor de ceasornic. Tija rotativă este apoi trasă în sus foarte lent, la aproximativ 25 mm pe oră pentru a permite cristalizarea. și formarea unui lingou aproximativ cilindric. Lingoul poate avea o lungime de la unu la doi metri, în funcție de cantitatea de siliciu din creuzet.
Caracteristicile electrice ale siliciului sunt controlate prin adăugarea de materiale precum fosfor sau bor la siliciu înainte ca acesta să fie topit. Materialul adăugat se numește dopant, iar procesul se numește dopaj. Această metodă este utilizată și cu materiale semiconductoare, altele decât siliciul, cum ar fi arseniura de galiu.

## Introducerea de impurități
Când siliciul este crescut prin metoda Czochralski, amestecul topit este conținut într-un creuzet de cuarț. În timpul creșterii, prin încăzire, o parte din pereții creuzetului se dizolvă în topitură și, prin urmare, siliciul realizat prin metoda Czochralski conține și oxigen la o concentrație tipică de 1018
 cm−3
. Impuritățile de oxigen pot avea efecte benefice sau dăunătoare. Condițiile de recoacere alese cu grijă pot da naștere la formarea de precipitați, compuși ce conțin oxigen. Aceștia au efectul de a capta impuritățile nedorite, cum ar fi metale, într-un proces cunoscut sub numele de gettering (oxidare), îmbunătățind puritatea siliciului. Cu toate acestea, formarea de oxizi, în zone neintenționate, poate distruge și structurile electrice interne. În plus, impuritățile de oxigen pot îmbunătăți rezistența mecanică a plachetelor de siliciu prin imobilizarea oricăror defecte cristaline care pot fi produse în timpul procesării dispozitivului. S-a demonstrat experimental, în anii 1990, că o concentrație mare de oxigen este uneori benefică pentru realizarea de detectoare de particule pe bază de siliciu, care au o rezistență mai mare la radiații, utilizate în medii cu radiații dure (cum ar fi pentru experimente la CERN Hadron Collider/High Luminosity Large Hadron Collider).
Prin urmare, detectoarele de radiații realizate din siliciu Czochralski și magnetic Czochralski sunt considerate a fi candidați promițători pentru multe experimente necesare la fizica energiei înalte.
De asemenea, s-a demonstrat că prezența oxigenului în siliciu crește captarea impurităților în timpul proceselor de recoacere post-implantare.Cu toate acestea, impuritățile de oxigen pot reacționa cu borul într-un mediu iluminat, cum ar fi cel experimentat de celulele solare. Acest lucru are ca rezultat formarea unui complex bor-oxigen, activ din punct de vedere electric, care scade performanța celulelor solare. Nivelul de curent, la ieșirea unui modulul, poate scadea cu aproximativ 3% în primele ore de expunere la lumină.
|                                                                        |
| O tijă pentru creşterea cristalelor de siliciu prin metoda Czochralski |

|                                                                    |
| Creuzet utilizat pentru topirea siliciului prin metoda Czochralski |

|                                                            |
| Imagine cu creuzetul după utilizarea la topirea siliciului |

### Formule matematice
Expresia matematică a încorporării impurităților din topitură se poate descrie luând în considerare următoarele. 
Concentrația de impurități din cristalul solid care rezultă din înghețarea unei cantități de volum poate fi obținută luând în considerare coeficientul de segregare.
{\displaystyle k_{O}}: Coeficient de segregare
{\displaystyle V_{0}}: volumul inițial
{\displaystyle I_{0}}: Numărul de impurități
{\displaystyle C_{0}}: Concentrația de impurități în topitură
{\displaystyle V_{L}}: Volumul topiturii
{\displaystyle I_{L}}: Numărul de impurități din topitură
{\displaystyle C_{L}}: Concentrația impurităților în topitură
{\displaystyle V_{S}}: Volumul solidului
{\displaystyle C_{S}}: Concentrația impurităților în solid
În timpul procesului de creștere a cristalului, volumul de material topită {\displaystyle dV} se solidifică și impuritățile din topitură care sunt îndepărtate.
{\displaystyle dI=-k_{O}C_{L}dV\;}
{\displaystyle dI=-k_{O}{\frac {I_{L}}{V_{O}-V_{S}}}dV}
{\displaystyle \int _{I_{O}}^{I_{L}}{\frac {dI}{I_{L}}}=-k_{O}\int _{0}^{V_{S}}{\frac {dV}{V_{O}-V_{S}}}}
{\displaystyle \ln \left({\frac {I_{L}}{I_{O}}}\right)=\ln \left(1-{\frac {V_{S}}{V_{O}}}\right)^{k_{O}}}
{\displaystyle I_{L}=I_{O}\left(1-{\frac {V_{S}}{V_{O}}}\right)^{k_{O}}}
{\displaystyle C_{S}=-{\frac {dI_{L}}{dV_{S}}}}
{\displaystyle C_{S}=C_{O}k_{O}(1-f)^{k_{o}-1}}
{\displaystyle f=V_{S}/V_{O}\;}